# Igaz Szó Irodalmi Köre
Igaz Szó Irodalmi Köre – a Marosvásárhelyi Írók Társasága irányításával és támogatásával induló kör – eredetileg Műhely néven, a Hídverők csoportjával párhuzamosan működve – az 1971-ben megszűnt Aranka György Irodalmi Kör örökébe lépett. 1972 és 1974 között Éltető József és Gálfalvi György vezette. Kétévi szünet után 1976-ban alakult újjá és tevékenységéért az Igaz Szó három szerkesztője, Gálfalvi György, Markó Béla és Nemess László felelt. A körben gyakran olvasott fel írásaiból Fekete Miklós, Káli István, Kelemen Attila, Mánya Zita, Tompa Z. Mihály, Vargha Sándor. A tagok rendszeresen megvitatták a frissen megjelent Forrás-köteteket és a marosvásárhelyi fiatal írók újabb könyveit.
Az irodalmi műsort tárlatvezetés, a fiatal képzőművészek és fotóművészek alkotási problémáinak megvitatása, a műkedvelő színjátszók műsorának megtekintése és értékelése egészítette ki. Hagyományossá vált, hogy a Szentgyörgyi István Színművészeti Intézet I. éves hallgatói e körben mutatkoznak be először a marosvásárhelyi közönségnek, s a színinövendékek a későbbiekben is pódiumot kapnak itt egyéni vagy csoportos előadóestjeik számára. A meghívott előadók közt szerepelt többek közt Balogh Edgár, Szász János, Székely János. 1977-ben, Ady születésének 100. évfordulóján, Boér Ferenc e körben mondta el Ki látott engem? c. műsorát.

## A Kör tagjai
- Somosdi Veress Károly